# 米斯托夫
米斯托夫（德語：Mistorf）是德国梅克伦堡-前波美拉尼亚州的一个市镇。总面积24.25平方公里，总人口636人，其中男性328人，女性308人（2011年12月31日），人口密度26人/平方公里。